# 岩屋 (神戸市)
岩屋（いわや）は神戸市灘区の大字の一つであり、本村は同区南西部の岩屋南町・岩屋中町・岩屋北町にあるが、住居表示未実施で残っているのは入会山として飛び地だった部分である。
大字としての岩屋は現在東は同じく元・原田村の入会山である大字原田、南と西は中央区葺合町、北は僅かに摩耶山町と接する。
令和2年国勢調査（2020年10月1日）において定住人口はみられない。郵便番号：657-0803

## 由来
現在は岩屋中町四丁目に存在する敏馬神社（みるめじんじゃ）は汶売（みるめ）社として記載された延喜式内社である。かつて土地の人は嫁入りの際これを「延喜式」を「縁切り」と訛って前を通るのを避けたという風習があった。
中世には岩屋村の全体か一部か（一区画の土地をいうのか、西国街道上の立場茶屋で賑わったことによるのか）が「火打町」と呼ばれていた。火打ち石を産出するところではないかとする推説もあるが、記録はない。川西市の火打、多紀郡火打岩村（現・丹波篠山市）の様に地名に「火打」が付くにもかかわらず火打ち石が出たという記録のない例はここだけではない。多紀郡の火打岩については福原会下山人が『多紀郡郷土史話』の中で霊招岩（ひおぎいわ）のことだと説き、霊招（ひおぎ）の磐座（いわくら）すなわち天より降臨する神の依り代たる天然の岩石であるという。それが「岩屋」となったのには斎場を表す「斎屋（いつきや）」が御崎の岩場にあったからといわれる。これが敏馬神社と関係するのかどうかは不明である。
福原会下山人はまた、敏馬の森が古墳だった（岩で家をこしらえた）から岩屋になったとも唱えている。
旧字名に島田、屋形、浜屋形、濱田、前浜、寺内、当免、坤（ひつじさる）、松本、池尻、中浜、西坂口、庄堺（しょうかい）、水戸、北ノ口、上沢、唐戸前がある。島田は岩屋南町にあった摩耶山天上寺の御朱印地十石があり島田と呼ばれ、この地に多い島田姓はこれに因む。唐戸前の唐戸は、新羅などからの来朝者に対し、生田神社で作った酒を敏馬神社で供した記録があり、韓人に対する戸という意味か。坤は西の方角。庄堺は灘区の殆どにあたる都賀庄と呼ばれた荘園の西南の境界を示す傍示（印に立てる杭）のあった場所と伝えられる。

## 経済

### 産業
商工業
- 島田外和（割烹業）[3]
- 島田文一郎（島文商店、鉄直輸入商）[4]
- 安国善次（米商）[5]

水産業
- 島田文治郎[4]

### 地主・家主
岩屋の地家主は生島五三郎（資産家、兵庫県多額納税者、松屋、金銭貸付業）、安国幸左衛門（神戸市会議員）などがいた。